# Depravação total
A depravação total é uma doutrina teológica derivada do conceito agostiniano de pecado original. Segundo esta doutrina, o homem não regenerado é absolutamente escravo do pecado. Em virtude disto, ele é totalmente incapaz de exercer sua própria vontade livremente para salvar-se. Assim, no que diz respeito à salvação, este homem depende da obra de Deus, que deve vivificá-lo a fim de que este possa ser salvo. 
É amplamente defendida por várias correntes teológicas, entre elas o arminianismo, calvinismo, luteranismo e metodismo. 

## Depravação Total no arminianismo
A doutrina da Depravação Total no arminianismo, em nada se difere do ponto de vista calvinista. Era defendida por Jacó Arminío em seu principal trabalho, As Obra de Armínio:
"Em seu estado pecaminoso e caído, o homem não é capaz de e por si mesmo, quer seja pensar, querer ou fazer o que é, de fato, bom; mas é necessário que seja regenerado e renovado em seu intelecto, afeições ou vontade e em todas as suas atribuições, por Deus em Cristo através do Espírito Santo, para que seja capaz de corretamente compreender, estimar, considerar, desejar e realizar o que quer que seja verdadeiramente bom."
Foi defendida também pelos remonstrantes, sendo encontrada no terceiro artigo da remonstrância:
Artigo III - Que o homem não possui por si mesmo graça salvadora, nem as obras de sua própria vontade, de modo que, em seu estado de apostasia e pecado para si mesmo e por si mesmo, não pode pensar nada que seja bom — nada, a saber, que seja verdadeiramente bom, tal como a fé que salva antes de qualquer outra coisa. Mas que é necessário que, por Deus em Cristo e através de seu Santo Espírito, seja gerado de novo e renovado em entendimento, afeições e vontade e em todas as suas faculdades, para que seja capacitado a entender, pensar, querer e praticar o que é verdadeiramente bom, segundo a Palavra de Deus [Jo 15.5].